# Zzala
Zzala è il primo album in studio del rapper italiano Lazza, pubblicato il 14 aprile 2017 dalla Sony Music.

## Promozione e accoglienza
Zzala è stato annunciato il 13 marzo 2017, con pubblicazione prevista per il mese successivo. Nel disco sono stati inseriti i brani DDA e Ouverture, pubblicati tempo addietro come presentazione di Lazza quale new entry di 333 Mob.
Il lavoro musicale del rapper milanese è stato apprezzato soprattutto per la versatilità dell'artista, che si destreggia tra sonorità trap, hip hop e della musica classica.
Il nome dell'album è un anagramma dello pseudonimo del rapper.

## Tracce
1. Ouverture – 3:34
2. Origami – 2:30
3. DDA – 2:46
4. MNM – 3:50
5. Lario – 3:10
6. Maleducati – 3:50
7. Zzala – 3:05
8. Take Away – 3:13
9. 430 – 3:34
10. MOB (feat. Salmo & Nitro) – 3:34 (testo: Jacopo Lazzarini, Maurizio Pisciottu, Nicola Albera)
11. Silenzio – 3:33

## Formazione
Musicisti
- Lazza – voce, pianoforte (traccia 1)
- Salmo – voce aggiuntiva (traccia 10)
- Nitro – voce aggiuntiva (traccia 10)

Produzione
- Low Kidd – produzione
- Lazza – produzione
- Salmo – produzione (traccia 10)

## Classifiche
| Classifica (2017) | Posizione massima |
| ----------------- | ----------------- |
| Italia            | 3                 |